# Pinhas Hirschprung
 (juillet 2022).
La mise en forme du texte ne suit pas les recommandations de Wikipédia : il faut le « wikifier ».
Les points d'amélioration suivants sont les cas les plus fréquents. Le détail des points à revoir est peut-être précisé sur la page de discussion.
- Les titres sont pré-formatés par le logiciel. Ils ne sont ni en capitales, ni en gras.
- Le texte ne doit pas être écrit en capitales (les noms de famille non plus), ni en gras, ni en italique, ni en « petit »…
- Le gras n'est utilisé que pour surligner le titre de l'article dans l'introduction, une seule fois.
- L'italique est rarement utilisé : mots en langue étrangère, titres d'œuvres, noms de bateaux, etc.
- Les citations ne sont pas en italique mais en corps de texte normal. Elles sont entourées par des guillemets français : « et ».
- Les listes à puces sont à éviter, des paragraphes rédigés étant largement préférés. Les tableaux sont à réserver à la présentation de données structurées (résultats, etc.).
- Les appels de note de bas de page (petits chiffres en exposant, introduits par l'outil «  Source ») sont à placer entre la fin de phrase et le point final[comme ça].
- Les liens internes (vers d'autres articles de Wikipédia) sont à choisir avec parcimonie. Créez des liens vers des articles approfondissant le sujet. Les termes génériques sans rapport avec le sujet sont à éviter, ainsi que les répétitions de liens vers un même terme.
- Les liens externes sont à placer uniquement dans une section « Liens externes », à la fin de l'article. Ces liens sont à choisir avec parcimonie suivant les règles définies. Si un lien sert de source à l'article, son insertion dans le texte est à faire par les notes de bas de page.
- La présentation des références doit suivre les conventions bibliographiques. Il est recommandé d'utiliser les modèles {{Ouvrage}}, {{Chapitre}}, {{Article}}, {{Lien web}} et/ou {{Bibliographie}}. Le mode d'édition visuel peut mettre en forme automatiquement les références.
- Insérer une infobox (cadre d'informations à droite) n'est pas obligatoire pour parachever la mise en page.

Pour une aide détaillée, merci de consulter Aide:Wikification.
Si vous pensez que ces points ont été résolus, vous pouvez retirer ce bandeau et améliorer la mise en forme d'un autre article.
Pinhas Hirschprung (1912, Dukla, Galicie, Pologne - 25 janvier 1998, Montréal, Canada) est un rabbin canadien d'origine polonaise, Grand-rabbin de Montréal, au Québec de 1969 jusqu'à son décès. Il était connu pour son savoir talmudique encyclopédique.

## Éléments biographiques

### Galicie,Pologne
Pinhas Hirschprung est né en 1912, à Dukla, Galicie, en Pologne. Il est le fils de Chaim et de Leah Hirschprung.
Il étudie d'abord avec son grand-père, le rabbin Dovid Tzvi Zehmin (Seeman), qui sera aussi le maître du grand-rabbin hassidique de Klausenburg, le rabbin Yekusiel Yehudah Halberstam.

### LayechivaChachmeiLublin
Il étudie à la Yechiva Chachmei Lublin (Les Sages de Lublin) sous la direction du rabbin Meir Shapiro,, le créateur du Daf Yomi. Les élèves de cette Yechiva sont sélectionnés par le rabbin Shapiro. Pour pouvoir être admis, il fallait connaître au minimum de mémoire 200 Dafim (pages recto-verso) du Talmud.

### Kōbe,JaponetShanghai,Chine
Il réussit à s'échapper de la ville de Lublin occupée par les Nazis. Il se réfugie d'abord à Kōbe, au Japon, en passant par la Lituanie et finalement atteint Shanghai, en Chine.
Le 23 octobre 1941, il s'installe définitivement au Canada, à Montréal.

### Grand-rabbindeMontréal(1969-1998)
Il exerce la fonction de grand-rabbin de Montréal de 1969 jusqu'à son décès le 25 janvier 1998. Il préside le Bet Din de Montréal dans le Vaad Hair de Montréal. Le rabbin David Feuerwerker, de 1966 à 1980, fait partie de ce Bet Din.
L'épouse du rabbin Hirschprung, Alta Chaya Hirschprung, décède le dimanche 4 mars 2012.
Le rabbin Hirschprung et son épouse sont enterrés au cimetière Chesed Shel Emes à Sainte-Sophie, près de Montréal.

### Proche dugrand-rabbindeLoubavitch,Menachem Mendel Schneerson
Le rabbin Hirschrprung est proche du dernier grand-rabbin de Loubavitch, Menachem Mendel Schneerson. Il se déplace souvent de Montréal à New York, où il décerne l'ordination (Semikha) aux élèves de la yechiva de Loubavitch.

## Œuvres
- (he) Pri Pinchas
- (he)Ohel Torah